# Marche de Styrie
 (août 2019).
vers 970 – 1180
Entités précédentes :
- Duché de Carinthie

Entités suivantes :
- Duché de Styrie

La marche de Styrie, appelée initialement marche sur la Mur (en allemand : Mark an der Mur) ou marche de Carantanie (en latin : marchia Carantana), était une marche du Saint-Empire romain créée dans les années 970 à l’Est du duché de Carinthie. Régie par les margraves de Steyr (Otakars) à partir de 1056, elle a été le précurseur du duché de Styrie fondé en 1180. 

## Territoire
La marche s'étendait dans les Alpes orientales, le long des rivières Mur, Mürz et Enns traversant les territoires de l'ancienne principauté slave de Carantanie jusqu'au cours supérieur de la Raab et à la frontière impériale avec le royaume de Hongrie à l'est. Au sud, elle est bordée par la marche sur la Savinja (la Basse-Styrie ultérieure) et au nord par le margraviat d'Autriche. Ainsi, le territoire ne comprenait que la partie occidentale et septentrionale du futur duché de Styrie.

## Historique
La principauté slave de Carantanie avait déjà été soumise par le duc Tassilon III de Bavière en 772 et rattachée aux royaumes francs en 778. Une première marche a été créée par Charlemagne après sa campagne contre les Avars en 795. Depuis la partition de Verdun en 843, elle faisait partie de la Francie orientale. Le margrave Arnulf, fils de Carloman de Bavière, est élu roi en 887 et couronné empereur d'Occident en 896. 
Malgré la défaite contre les Magyars à la bataille de Presbourg en 907 et la perte de vastes domaines orientaux, la marche de Carantanie continue de faire partie du duché de Bavière rétablit. Après leur victoire à la bataille du Lechfeld en 955, les forces du roi Otton Ier venaient de reconquérir des territoires étendus au sud-est où ont été créées de nouvelles marches. Les domaines ravagés ont été colonisés par des paysans venus de Bavière. La christianisation a fortement été mise en avant par les archevêques de Salzbourg.

### Création du margraviat
Un premier margrave de Styrie, Markwart III d'Eppenstein, est mentionné dans un acte de donation promulgué par l'empereur Otton II vers 970. Il était lié aux anciens margraves de Carantanie par mariage ; son fils et successeur Adalbéron est nommé duc de Carinthie en 1011. Ce duché est définitivement séparé de la Bavière en 976, en cadre de la destitution du duc Henri le Querelleur par l'empereur Otton II. Au début, la domination des ducs de Carinthie s'étendait également aux marches bavaroises au sud-est : la marche de Carniole (marche windique), la marche sur la Savinja et aussi la marche sur la Mur de Markward III. 
La seigneurie gouvernée des margraves s'étend initialement le long de la rive droite de la Mur. Leur résidence était au château fort de Hengist (Hengistburg, construit probablement près de l'actuelle commune de Hengsberg). Vers 1004, Adèle de Bavière, l'épouse du comte palatin Aribon Ier, et son fils le futur archevêque Aribon de Mayence créèrent un des premiers monastères de Styrie à Göss. Les domaines orientals au-delà du fleuve sont peu à peu gagnés dès l'an 1020. Sous le règne de l'empereur Henri III au milieu du XIe siècle, la marche s'étendait jusqu'au bord de la rivière Lafnitz, la frontière avec la Hongrie à l'est. 
Le règne d'Adalberon aboutit finalement à la rupture entre lui et l'empereur Conrad II le Salique en 1035. Après sa destitution, le territoire sur la Mur est finalement érigée en margraviat autonome sous le nom de marchia Caranthiana, confiée aux comtes de Wels-Lambach, tandis que le duché de Carinthie fut administré par la dynastie franconienne régnante. Les domaines au nord-ouest appartenaient déjà à la famille comtale des Otakars qui construit le château de Steyr (Styraburg) dans la région sur la Traun (Traungau). Une autre partie de la marche sur la Savinja est contrôlée par les barons de Suneck, futurs comtes de Celje (en français: « Cilley »).

### Sur la voie de l'État impérial
Le comte Ottokar (Otakar) de Steyr, désormais Ottokar Ier, devient margrave en 1056 après l'extinction de la lignée des Wels-Lambach. Sur ce qui commence à être appelé Steyrmark c'est-à-dire « marche de Steyr ». Toutefois, l'arrière-pays est resté longtemps sous-développé et déchiré par les conflits au temps de la querelle des Investitures où les fils du margrave Ottokar Ier, Adalbéron II et Ottokar II se combattaient. D'autres monastères ont été créés, dont l'abbaye d'Admont en 1074.
L'essor du margraviat n'a débuté qu'après la mort d'Ottokar II en 1122. Son fils Léopold dit le Fort († 1129) est l'héritier des alleux du duc Henri III de Carinthie, le dernier de la dynastie des Eppenstein, autour de Neumarkt, Sankt Lambrecht et Murau qui ont ensuite été rattachés à la Styrie. Résidant à Hartberg, il s'est marié à Sophie, fille du duc Henri IX de Bavière, issue de la maison Welf et une tante du futur empereur Frédéric Barberousse. En 1129 il a fondé l'abbaye de Rein. Son fils Ottokar III († 1164) régna 35 ans ; il acquiert les domaines de Marbourg (Maribor), de Radkersbourg et de Tüffer (Laško) sur la Savinja. À partir de 1156, il a également été en possession du château du Schloßberg à Graz. L'abbaye de Seckau fut fondée en 1140 et vers 1160, Ottokar III a établi un hospice (Spital) au col du Semmering qui accueille des pèlerins, des croisés en Terre sainte et des commerçants.

Les duchés d'Autriche (en rouge) et de Styrie (strié) vers l'an 1250.

Le dernier margrave Ottokar IV fut élevé au rang de duc après le souverain bavarois Henri le Lion est renversé par Frédéric Barberousse en 1180, date à laquelle la Styrie a finalement retrouvé son indépendance en tant que fief immédiat se détachant de la Carinthie. Toutefois, en peu de temps le nouveau duc tombera gravement malade et le 17 août 1186 a conclu un pacte successoral avec son voisin le duc Léopold V d'Autriche. À sa mort en 1192 la lignée des Otakars s'éteint et la Styrie, à la suite de l'accord et avec l'approbation de l'empereur Frédéric, revient à la maison de Babenberg en Autriche. Dès lors, la Styrie est liée aux pays autrichiens, constituant des berceaux des territoires héréditaires des Habsbourg.

## Liste des margraves de Styrie

### Comtes d'Eppenstein
- v. 970-1000 : Markward III
- v. 1000-1035 : Adalbéron Ier

### Dynastie de Lambach-Wels
- 1035-1055 : Arnold
  - 1042-1050 : Geoffroi de Pitten

### Comtes de Steyr (Otakars)
- 1056-1064 : Ottokar Ier
- 1064-1082 : Adalbéron II
- 1082-1122 : Ottokar II
- 1122-1129 : Léopold le Fort
- 1129-1164 : Ottokar III
- 1164-1180 : Ottokar IV, puis duc de Styrie.

## Source
- Anthony Stokvis, Manuel d'histoire, de généalogie et de chronologie de tous les États du globe, depuis les temps les plus reculés jusqu'à nos jours, préf. H. F. Wijnman, réédition 1966, chapitre VI § 5. « Styrie » p. 375-377 et table généalogie n° 7 « Généalogie des margraves et ducs de Styrie ».